# Amerikai lábatlangyíkfélék
Az amerikai lábatlangyíkfélék (Anguidae) a hüllők (Reptilia) osztályába, a pikkelyes hüllők (Squamata) rendjébe és a gyíkok (Sauria) alrendjébe tartozó család.

## Rendszerezés
A családba 1  nem és 2 faj tartozik.
- Anniella (Gray, 1852) – 2 faj
  - Anniella geronimensis
  - kaliforniai lábatlangyík (Anniella pulchra)